# Dicranotropis fuscifrons
Dicranotropis fuscifrons är en insektsart som först beskrevs av Frederick Arthur Godfrey Muir 1911.  Dicranotropis fuscifrons ingår i släktet Dicranotropis och familjen sporrstritar. Inga underarter finns listade i Catalogue of Life.